# Konitrut błotny
Konitrut błotny (Gratiola officinalis L.) – gatunek rośliny z rodziny babkowatych (Plantaginaceae), dawniej umieszczany zwykle w trędownikowatych (Scrophulariaceae), czasem w osobno wyodrębnianej rodzinie Gratiolaceae. Zasięg gatunku obejmuje Europę południową, środkową i wschodnią, rejon Kaukazu i Azji środkowej. W Polsce gatunek dość rzadki zarówno na niżu jak i w niższych położeniach górskich.

## Morfologia
ŁodygaDęta, w górze czterokanciasta, w dole obła, wzniesiona, naga, pojedyncza lub gałęzista. Pod ziemią pełzające kłącze wytwarzające rozłogi.
LiścieUlistnienie nakrzyżległe, lancetowate, w górze na brzegu odlegle piłkowane, u nasady wpół obejmujące łodygę, gruczołowato kropkowane. Liście zaostrzone, z 3 nerwami, około 3,5 cm długie i 1 cm szerokie.
KwiatyWyrastają pojedynczo w kątach liści na szypułkach krótszych od przysadek. Są białe, jasnoróżowe, czerwonawo nabiegłe, z żółtą, długą rurką, w górze brunatnawą, wewnątrz owłosioną. Korona wargowa. Kielich o działkach lancetowatych, ogruczolonych, pręciki 4, w tym 2 zwykłe i 2 pręciki nitkowate, niedorozwinięte (prątniczki).
OwocJajowata torebka. Nasiona podłużne i pomarszczone.

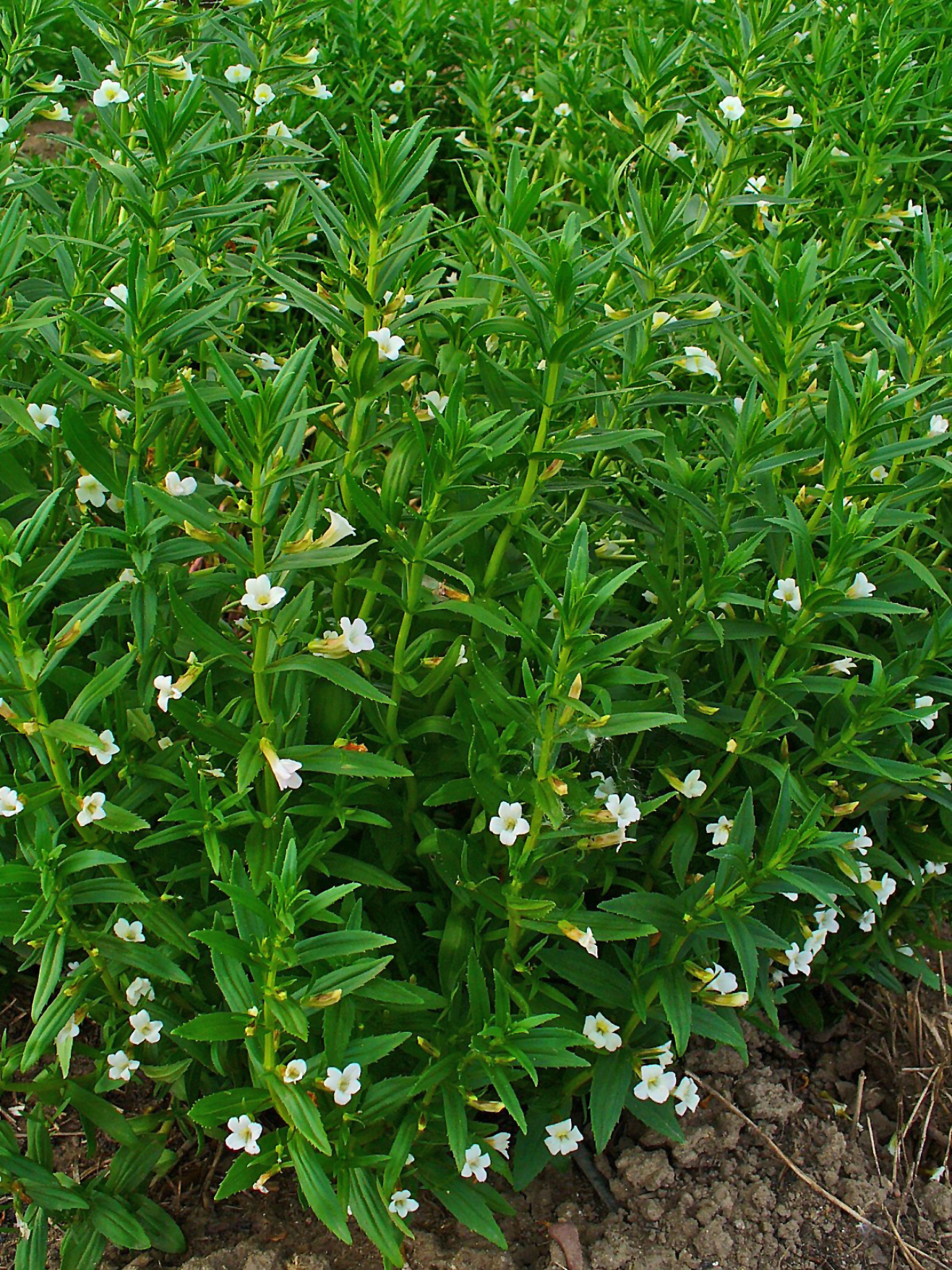
Pokrój
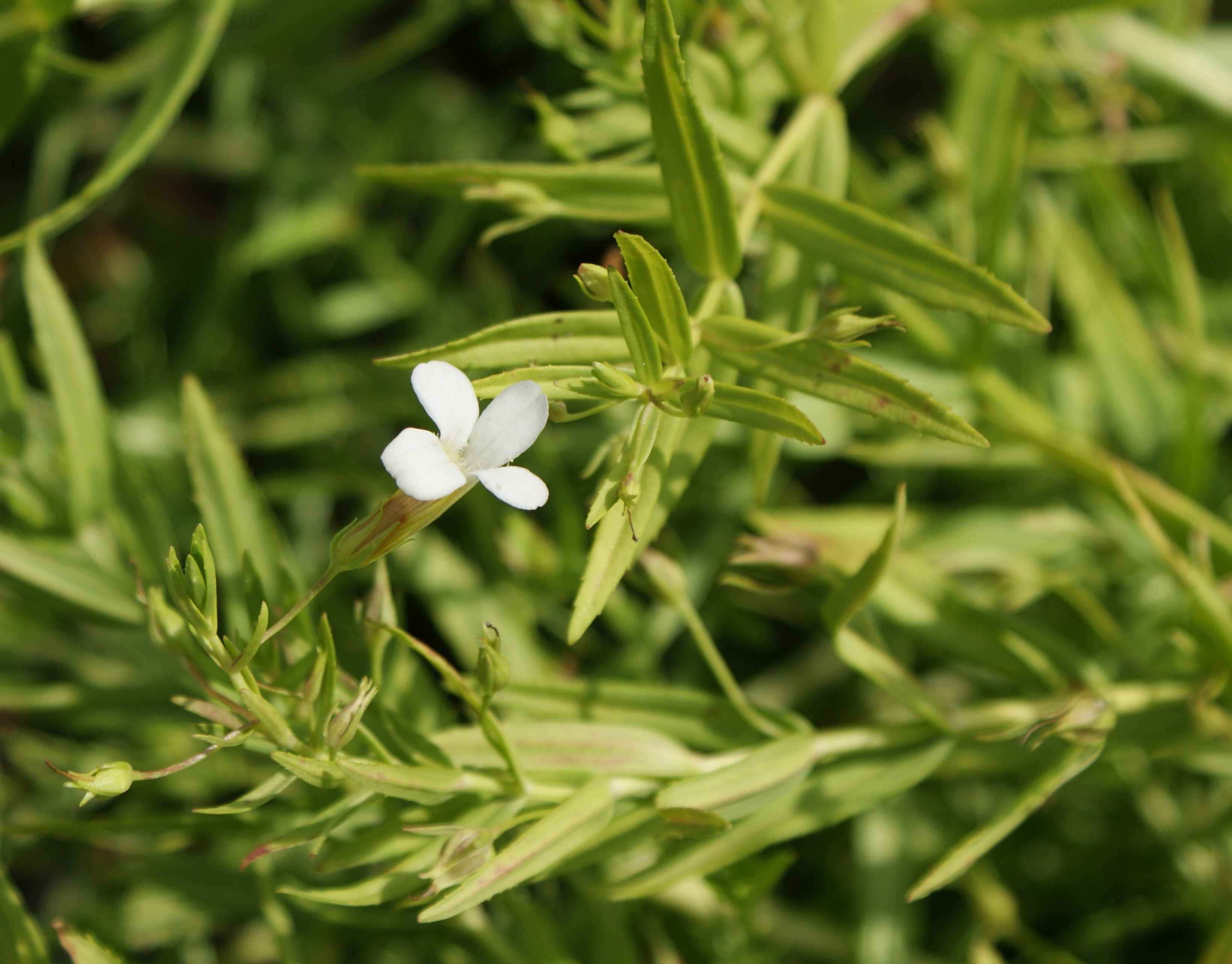
Liście, pąki i kwiat
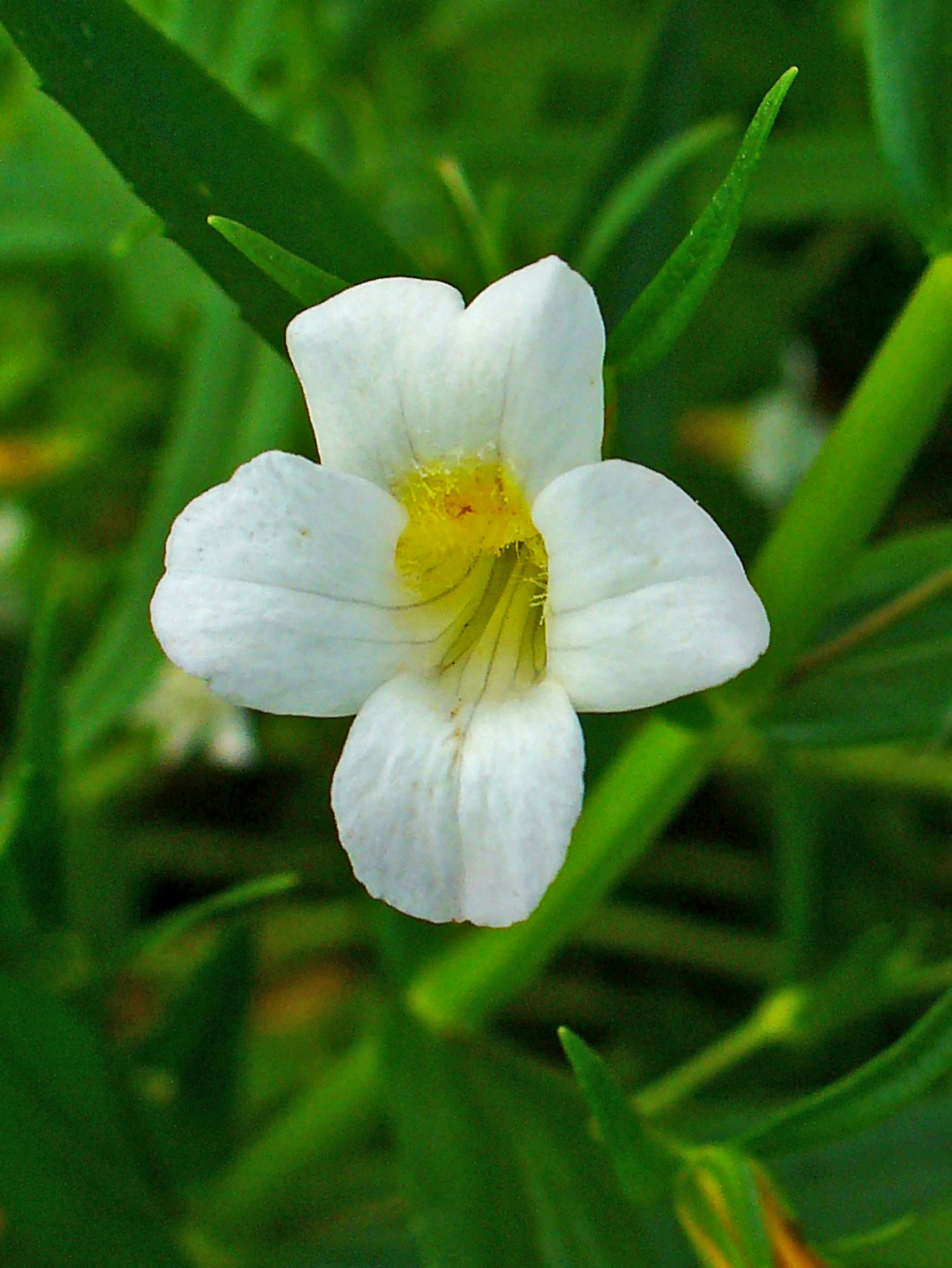
Kwiat

## Biologia i ekologia
Bylina, hemikryptofit. Kwitnie od czerwca do października. Rośnie w miejscach wilgotnych – na łąkach, bagnach, przy rowach i na brzegach wód stojących lub wolno płynących. Preferuje glebę nieco wapienną. W klasyfikacji zbiorowisk roślinnych gatunek charakterystyczny dla All. Cnidion dubii.
Cechy fitochemiczne
Konitrut błotny jest rośliną trującą. W dawkach trujących konitrut wywołuje, poza silną biegunką, wysypki i wykwity skórne. Zawiera glikozyd gracjolinę działającą hemolitycznie, tj. rozpuszczającą czerwone krwinki, co wywołuje ostre zapalenie śluzówki żołądka i jelit u koni. Zwierzęta na pastwisku zwykle omijają konitrut z powodu jego gorzkiego smaku. Zatrucia u zwierząt występują tylko wtedy, gdy roślina ta występuje w sianie. Najbardziej wrażliwe na zatrucie konitrutem są konie, stąd jego polska nazwa.

## Zagrożenia i ochrona
W latach 2004–2014 roślina znajdowała się w Polsce pod ochroną ścisłą. Od 2014 roku objęta jest ochroną częściową. Umieszczona na polskiej czerwonej liście w kategorii VU (narażony).
Przyczyny zagrożenia to niszczenie siedlisk przez zabudowy hydrotechniczne dolin rzecznych, osuszanie podmokłych terenów oraz naturalna sukcesja roślinności prowadząca do zacienienie stanowisk.

## Zastosowanie
W medycynie ludowej był stosowany jako środek przy chorobach skóry i hemoroidach.